# Elferrat

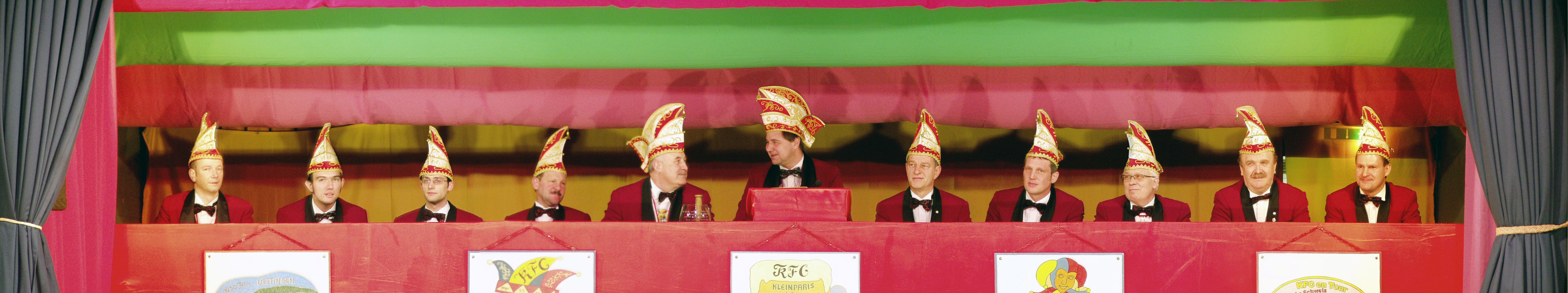
Trotz der 11 Elferräte auf der Bühne besteht der Elferrat manchmal aus einer größeren Anzahl.

Der Elferrat ist das Parlament des Narrenreiches in Karneval, Fastnacht, Fasching und Fastelovend. Dieses besteht aus elf Würdenträgern.

## Entstehungsgeschichte

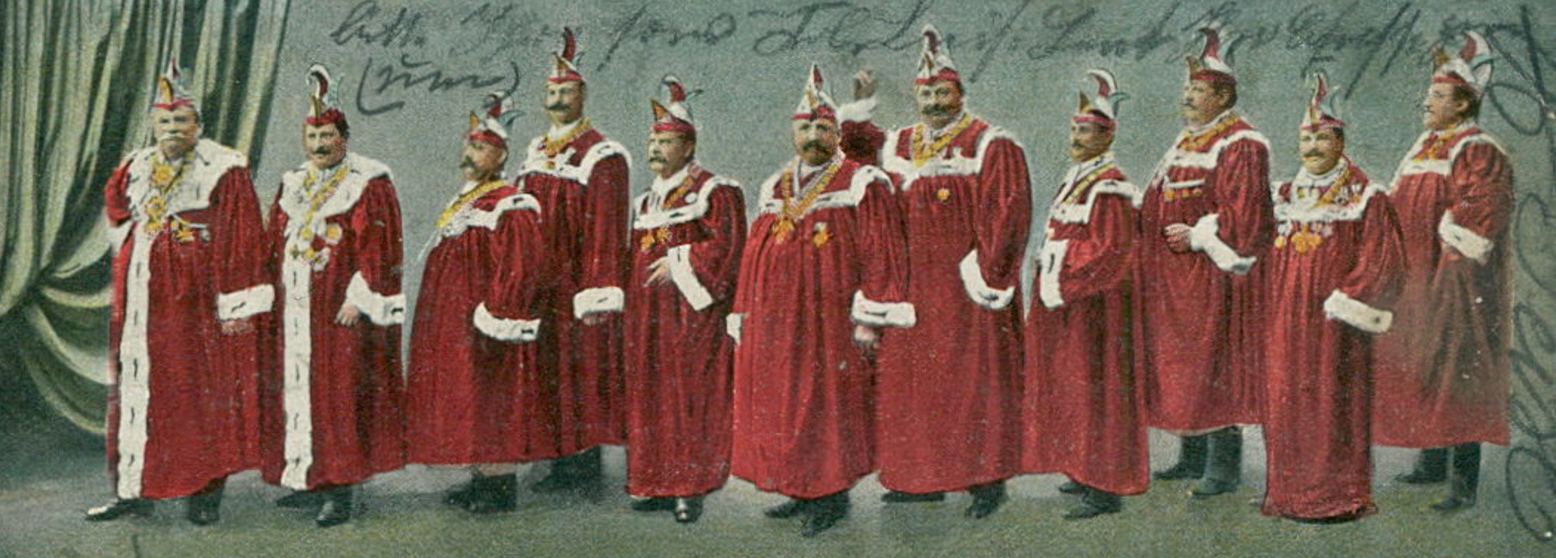
Elferrat der Großen Carnevalgesellschaft „Feurio“, Mannheim, 1904

Der Begriff hat seine Wurzeln wahrscheinlich im französischen Recht, das mit der Besetzung linksrheinischer Gebiete durch Frankreich nach der Französischen Revolution eingeführt wurde. Französisch wurde Amtssprache, und es galten französische Gesetze und Gerichtsbarkeit. Im Zuge der Revolution hatte dies aber auch die Bürgerrechte gebracht mit einer gewissen Redefreiheit und einer Gleichheit der Bürger vor dem Gesetz.
Von den ihrer Rechte beraubten Bürgern wurde die Elf im Geiste der Französischen Revolution als Zahl interpretiert, die die Gleichheit aller Menschen versinnbildlicht, sozusagen eins neben eins. „ELF“ lässt sich aus den Anfangsbuchstaben der Losung der Französischen Revolution bilden: „Egalité, Liberté, Fraternité“ – „Gleichheit, Freiheit, Brüderlichkeit“.

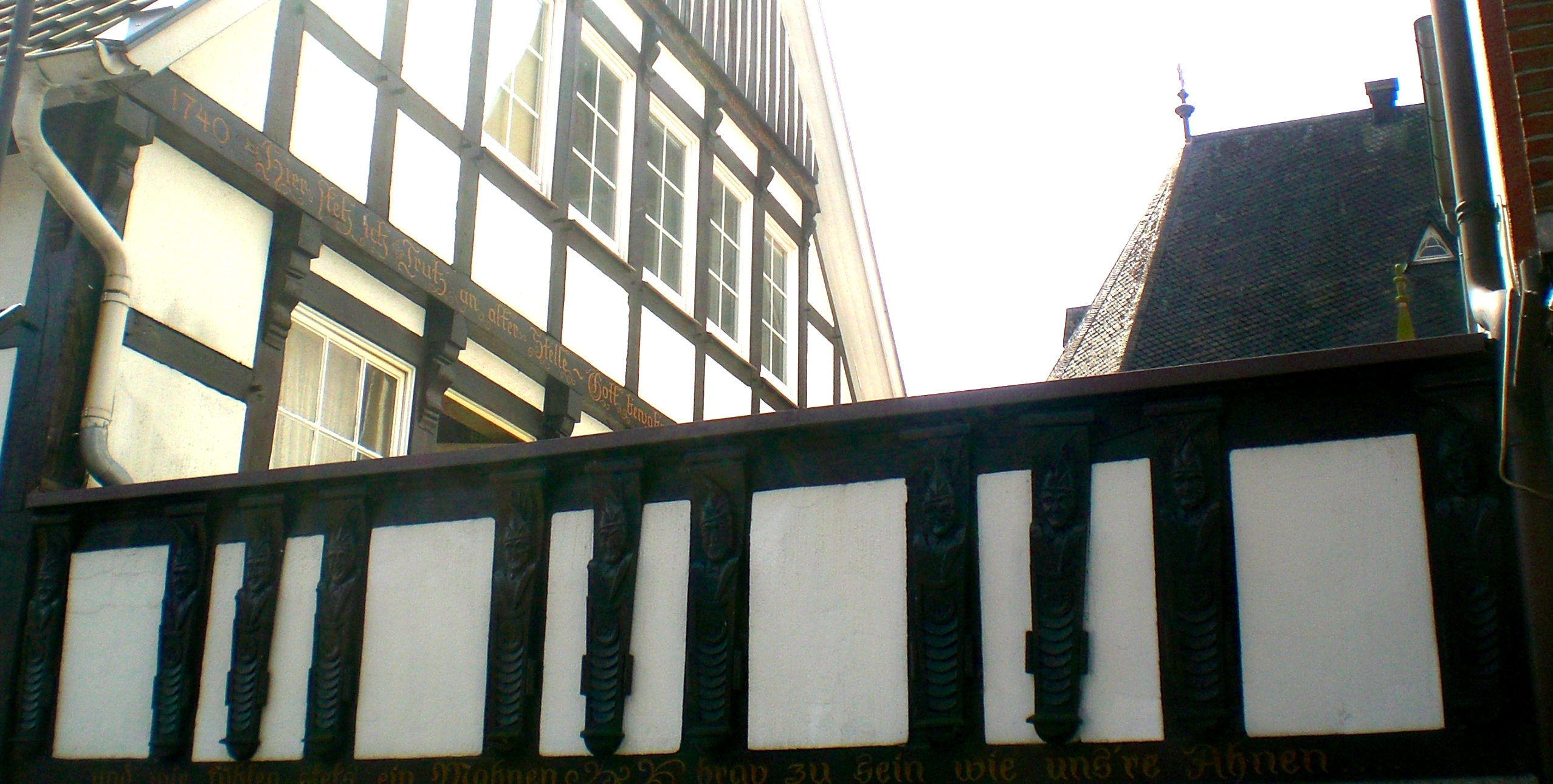
Der Elferrat, in einer der wenigen norddeutschen Karnevalsmetropolen Damme (Dümmer) als senkrechte Balken geschnitzt und verewigt an einem Fachwerkhaus

Diese Abkürzung wurde erst zu Beginn der Dritten Republik 1871 als Devise eingeführt und im Nachhinein zur Hauptmaxime der Revolution erklärt. Im Verlauf der Revolution war diese nur eine von vielen Dreierformeln wie „Heil, Kraft, Einheit“ und „Kraft, Gleichheit, Gerechtigkeit“, die man in den historischen Dokumenten aus dieser Zeit keinesfalls häufiger findet als die letztgenannten.
Mit der Niederlage Napoleons hatte auch die vorübergehende Zeit der Bürgerrechte ein Ende, und es kam zur Restauration des Absolutismus. In Mainz waren die Österreicher und Preußen gemeinsam die Militärmacht. Köln, die einst freie kaiserliche Reichsstadt, kam gänzlich unter preußische Herrschaft. Der Elferrat verstand sich in den Ursprüngen als ein Rat im bürgerlich-demokratischen Geiste, später versteckt unter der Narrenkappe. Der offizielle Begriff wurde mit der Rheinischen Karnevalsreform 1823 eingeführt.
Laut Töller stammt die seit dem 16. Jahrhundert als Narrenzahl geltende Elf für die Anzahl der Vorstandsmitglieder eines Karnevalsvereins vermutlich von dem ersten Aachener Karnevalsverein der Florresei, der 1829 gegründet wurde. Denn während in den Statuten der Florresei von 1829 explizit elf Würdenträger benannt werden, finden sich offenbar keine Quellenbelege, die für die Zeit vor 1830 auf eine ähnliche Bedeutung der Zahl Elf sowohl im Kölner als auch Düsseldorfer Karneval schließen lassen. (...) im Jahre 1829 war in den Statuten der Florresei der Grundstein für die Entstehung des elfköpfigen Vereinsvorstandes gelegt worden, der sich schnell zum charakteristischen Führungsgremium aller närrischen Vereine entwickelte.

## Der Elferrat im heutigen Karneval, Fastnacht und Fasching
Der Elferrat wird u. a. vom Elferratsbeirat unterstützt. In manchen Städten gibt es gesonderte weibliche Räte wie den Achterrat in Freiburg, weil die männerdominierten traditionellen Vereine Frauen nur in Positionen wie den Tanzmariechen zulassen, nicht aber in diesen repräsentativen Positionen.
In vielen Vereinen werden sogenannte Ehrenelferräte ernannt, meist verdiente Vereinsmitglieder oder Förderer des Vereins wie Politiker, Geschäftsleute und dergleichen.

### Aufgaben
Der Elferrat plant und organisiert in der Karnevalssession vereinseigene Veranstaltungen wie Bälle, Karnevalssitzungen und Umzüge.
Aber auch außerhalb der närrischen Zeit packen Elferratsmitglieder bei diversen Festen mit an.